# لا پبدا د سریا
لا پبدا د سریا (به اسپانیایی: La Póveda de Soria) یک دهستان اسپانیا است که در استان سریا واقع شده‌است.

## خصوصیات
لا پبدا د سریا ۶۳ کیلومترمربع مساحت و ۱۲۶ نفر جمعیت دارد.